# Gee (EP)
《Gee》는 대한민국의 음악 그룹 소녀시대의 첫 번째 미니 앨범이다. 2009년 1월 7일 발매되었다. 타이틀곡은 동명의 〈Gee〉이다. SM 엔터테인먼트가 기획과 배급을 담당하였다.

## 특징
- 2009년 1월 5일 여러 음악 사이트에서 미리 공개되었다.
- 타이틀곡은 1번 트랙의〈Gee〉로, 2009년 1월 10일 MBC 《쇼! 음악중심》에서 컴백 무대를 가졌고, 2집 정규앨범 Oh!에서 11번 트랙에 수록되었으며, 리패키지에서는 14번 트랙에 수록된다. 그리고,〈Gee〉뮤직비디오 한국판, 일본판 모두 샤이니의 멤버 민호가 등장한다.
- 2번 트랙 〈힘내! (Way To Go) 〉는 애니콜 햅틱 광고 삽입곡인 〈햅틱모션〉의 원곡으로 펑크락 분위기를 띤 곡이다.
- 3번 트랙 `DEAR. MOM`은 아이비가 THE LIGHT HOUSE 라는 필명으로 가사를 쓴 곡이다.
- SBS 《인기가요》에서 1위에 해당하는 뮤티즌 송을 3주 동안 차지했다.[1] (인기가요에서는 한 곡당 최대 3주까지만 1위가 가능하다.)
- 엠넷미디어의 엠넷차트에서 8주 연속 1위를 차지했다.[2]
- 한국방송공사의 가요 프로그램 《뮤직뱅크》에서 역대 최고 성적 K-차트 9주연속 1위를 차지하고,[3] 상반기 결산과 연말 결산에서도 1위를 차지했다.[4][5]

#### Gee 이야기
Gee는 소녀가 어쩔 줄 몰라 하는 귀여운 상황을 담은 상큼발랄한 댄스곡이다. 노래와 더불어 컬러풀한 스키니 진과 게다리춤 이 화제가 되었다.

#### Gee 커버/패러디
타이틀곡 〈Gee〉가 많은 인기를 끌면서 각종 방송에서 여러 연예인들이 〈Gee〉를 커버/패러디하기도 하였다.
- MBC 《무한도전》에서 멤버들(유재석, 박명수, 정준하, 정형돈, 노홍철, 전진)이 Gee를 커버한 바 있다.[7]
- MBC 태희혜교지현이에서 박미선, 정선경, 홍지민, 최은경, 김희정이 Gee를 커버했다.[8]
- MBC 음악여행 라라라에서 윤하가 Gee를 R&B 버전으로 불렀다.[9]
- KBS 개그콘서트에서 개그맨 한민관이 Gee를 패러디하여 객석을 웃음바다로 만들었다.[10]
- KBS 스타 골든벨 - 서바이벌 슈퍼루키에서 가수 아이유가 Gee를 어쿠스틱 버전으로 불렀다.[11]
- SBS 골드미스가 간다에서 진재영, 장윤정, 신봉선이 Gee 뮤직비디오를 패러디했다.[12]
- 배우 이수경이 광고에서 소녀시대의 Gee를 개사한 노래를 불렀다.[13]
- 배우 서우와 개그우먼 신봉선이 휴대전화 광고에서 소녀시대 Gee를 개사한 노래를 불렀다.

## Gee에 대한 논란
- 백마스킹(노래를 거꾸로 청취)한 상태에서 80%속도(정상속도가 100%)로 들으면 선정적인 가사가 있다며 논란이 있었다.[14]

## 트랙 리스트
| #  | 제목                                                 | 작사           | 작곡          | 편곡          | 재생 시간 |
| -- | ---------------------------------------------------- | -------------- | ------------- | ------------- | --------- |
| 1. | 〈Gee〉                                              | E-TRIBE        | E-TRIBE       | E-TRIBE       |           |
| 2. | 〈힘내!〉 (Way To Go)                                | 김정배         | 켄지          | 켄지          |           |
| 3. | 〈Dear. Mom〉                                        | The Lighthouse | 김태성, Noday | 김태성, Noday |           |
| 4. | 〈Destiny〉                                          | 최갑원         | James Reed    | 안익수        |           |
| 5. | 〈힘들어하는 연인들을 위해〉 (Let's Talk About LOVE) | 김영후         | 김영후        | 김영후        |           |